# كينتارو شيميزو
كينتارو شيميزو (باليابانية: 清水健太郎؛ بالكانا: しみず けんたろう) هو مغني وممثل ياباني، ولد في 11 أكتوبر 1952.

## وصلات خارجية
- كينتارو شيميزو على موقع IMDb (الإنجليزية)
- كينتارو شيميزو على موقع ألو سيني (الفرنسية)
- كينتارو شيميزو على موقع ميوزك برينز (الإنجليزية)
- كينتارو شيميزو على موقع أول موفي (الإنجليزية)
- كينتارو شيميزو على موقع قاعدة بيانات الفيلم (الإنجليزية)
- كينتارو شيميزو على موقع كينوبويسك (الروسية)